# Discomorpha davidsoni
Discomorpha davidsoni is een keversoort uit de familie bladkevers (Chrysomelidae). De wetenschappelijke naam van de soort werd in 1996 gepubliceerd door Borowiec & Dabrowska.